# Ozarba rubrivena
Ozarba rubrivena là một loài bướm đêm trong họ Noctuidae.